# Csehország himnusza

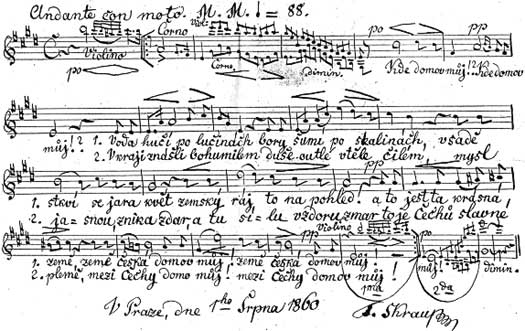
A himnusz sorai kottázva

A Kde domov můj (Hol van hazám?) Csehország nemzeti himnusza. František Jan Škroup zeneszerző (ISWC 00240645195) és Josef Kajetán Tyl drámaíró (ISWC 00598386577) írta, eredetileg egy színdarab része volt.
1993 óta használják hivatalos nemzeti himnuszként. A régi Csehszlovákiában ez volt a nemzeti himnusz első versszaka, míg a szlovák himnusz első versszaka képezte a másodikat.
Szövege:
| Kde domov můj,            |  | Hol van hazám,                    |
| kde domov můj?            |  | hol van hazám?                    |
| Voda hučí po lučinách,    |  | Víz hömpölyög a réteken,          |
| bory šumí po skalinách,   |  | fenyőerdők zúgnak a sziklákon,    |
| v sadě skví se jara květ, |  | a kertben tavaszi virág díszeleg, |
| zemský ráj to na pohled!  |  | földi paradicsomnak tűnik!        |
| A to je ta krásná země,   |  | Ez az a gyönyörű föld             |
| země česká, domov můj,    |  | a cseh föld, a hazám,             |
| země česká, domov můj!    |  | a cseh föld, a hazám.             |

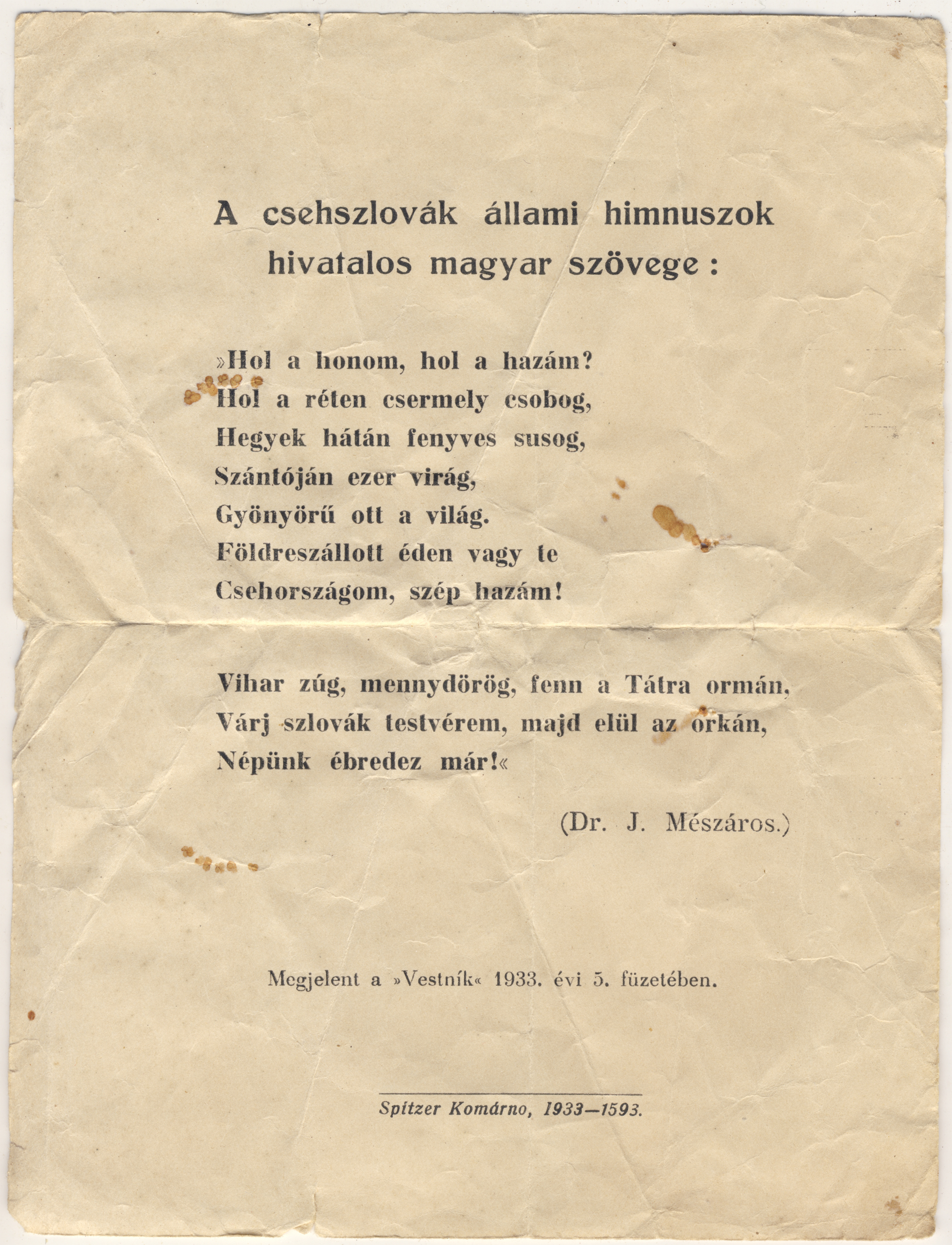

1918 és 1938 között az első csehszlovák köztársaságban a nemzetiségek a maguk nyelvén énekelhették a himnuszokat, ezért a cseh himnusznak is létezett egy hivatalos magyar fordítása:
| Hol van honom, hol a hazám? |
| Hol patak zúg a hegyháton,  |
| Csörgedez a rónaságon.      |
| Üde virág a kertben,        |
| Mint egy földi édenben.     |
| Ez az istenáldotta föld,    |
| Cseh föld a hazám,          |
| Cseh föld a hazám.          |

Az utolsó két sor eredetileg csehül nem csehszlovákra, hanem cseh földre (země česká) vonatkozik. Az eredeti csehszlovák himnuszban a cseh himnusz után a szlovák himnusz következik.